# Nyeanella
Nyeanella är ett släkte av fjärilar. Nyeanella ingår i familjen nattflyn.
Kladogram enligt Catalogue of Life:
| Nyeanella | \| \| Nyeanella mabillei \| \| \| \| \| \| Nyeanella tsaratanana \| \| \| \| |
|           | \| \| Nyeanella mabillei \| \| \| \| \| \| Nyeanella tsaratanana \| \| \| \| |
|           | Nyeanella mabillei                                                           |
|           |                                                                              |
|           | Nyeanella tsaratanana                                                        |
|           |                                                                              |